# Echinophora tournefortii
Echinophora tournefortii är en flockblommig växtart som beskrevs av Hippolyte François Jaubert och Édouard Spach. Echinophora tournefortii ingår i släktet Echinophora och familjen flockblommiga växter. Inga underarter finns listade i Catalogue of Life.